# Тибетский ворон
Тибетский ворон (лат. Corvus corax tibetanus) — подвид обыкновенного ворона (Corvus corax) рода ворон (Corvus).
Ареал птицы включает всю горную Среднюю Азию (кроме Туркмении), Гималаи и Тибет.

## Описание
Половой диморфизм не выражен. Длина тела составляет 71 см. Оперение сине-чёрного цвета. Верхняя часть груди коричневатая (коричневая окраска отсутствует у птиц, находящихся в совершенно свежем оперении). Удлинённые перья на нижней части горла длиннее, общие размеры больше, чем у Corvus corax laurencei. Длина крыла самцов — 438—512 (472) мм. Клюв массивный.

## Поведение
Как правило, встречаются в парах, а иногда в небольших стаях. Дикие, осторожные и подозрительные. В воздухе совершают различные акробатические трюки: скольжения, повороты, пике. Явно наслаждаются полётами.

## Размножение
Самка строит гнездо из материала, принесённого самцом. Гнездо может использоваться много лет при регулярном ремонте. Количество яиц в кладке 5—6. Птенцы вылупляются на 19—23 день и остаются в гнезде 40—42 дня, питаясь пищей, которую в специальном горловом мешке приносят взрослые.

## Культурное значение

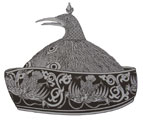
Корона короля Бутана

Данный подвид является национальным символом Бутана — национальной птицей Бутана. Ранее убийство ворона каралось смертной казнью. Корона короля Бутана увенчана головой ворона.